# Léon Gambetta (1903)

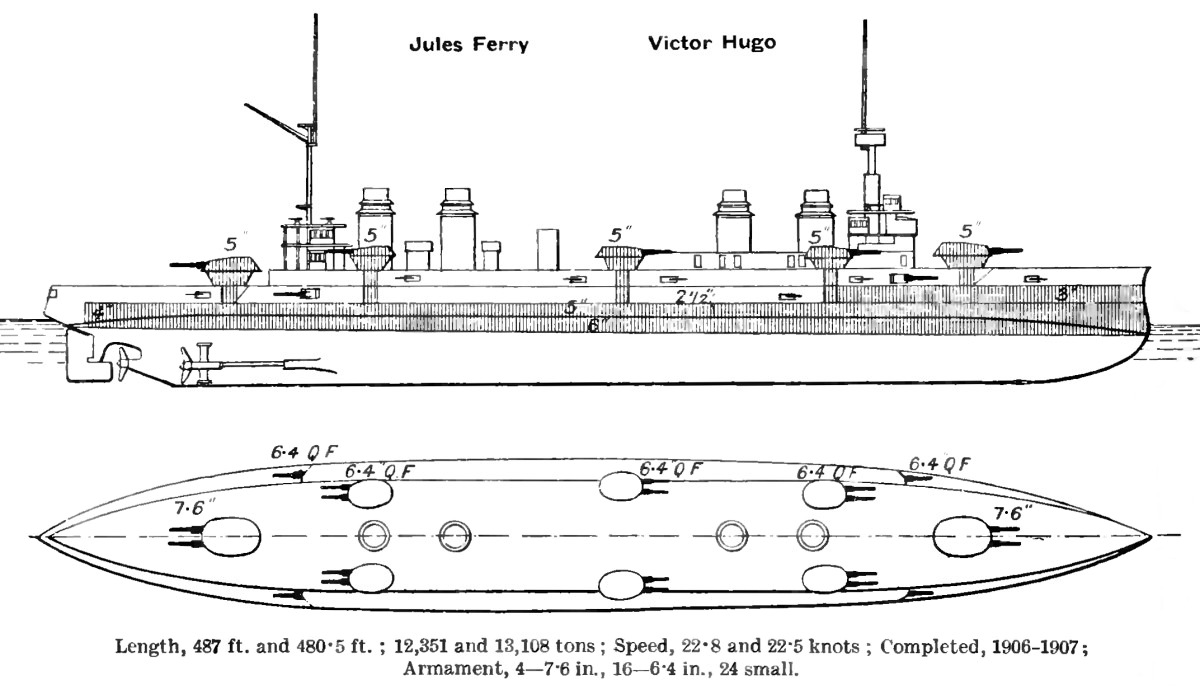
Elevación derecha y plano de cubierta según lo representado en Brassey's Naval Annual de 1923.

El Léon Gambetta fue un crucero acorazado de 12 400 toneladas de la Marina Francesa. Fue el buque cabeza de su clase. En su momento, los Gambetta fueron los cruceros más grandes de su tipo, en la Marina Francesa, pero carecían de gran potencia de fuego y eran vulnerables a ataques submarinos.

## Botadura
El crucero fue botado el 26 de octubre de 1901, en los astilleros del Arsenal de Brest (Francia).

## Historia operacional
Durante unas pruebas de maquinaria, en diciembre de 1903, tocó fondo con un pico de roca desconocido, cerca de Brest (Francia) y sufrió daños considerables. Las reparaciones no finalizaron hasta mediados de 1904.
Más tarde, participó en la Primera Guerra Mundial, en el teatro de operaciones del Mediterráneo.

### Hundimiento
En la noche del 27 de abril de 1915, a 15 millas al sur del Cabo de Santa Maria di Leuca, El Léon Gambetta fue impactado por dos torpedos lanzados por el submarino austro-húngaro SM U-5, bajo el mando del Korvettenkapitän Georg Ludwig von Trapp, patriarca de la familia de cantantes Von Trapp.
El Léon Gambetta formaba parte de la flota francesa basada en Malta para bloquear a la Flota Austro-Húngara en el Adriático. En aquellos momentos, la línea de bloqueo se había movido más al norte del Estrecho de Otranto a la espera de actividad naval austriaca.
Los aliados estaban negociando con los italianos para que estos declararan la guerra a Austria-Hungría.
A pesar de la creciente amenaza de los submarinos austriacos y alemanes en el Mediterráneo, el crucero acorazado patrullaba, sin escolta y a 7 nudos de velocidad, en una clara y calmada noche al sur del Canal de Otranto , cuando fue torpedeado por el SM U-5 a 15 millas del cabo Santa María de Leuca .
El Léon Gambetta se hundió en 10 minutos. De los 821 hombres a bordo, se perdieron con el buque 684, incluidos el Contraalmirante Victor Baptistin Senes, Comandante de la 2ª División Ligera, y todos los oficiales; solo hubo 137 supervivientes.
La línea de bloqueo de los cruceros franceses fue movida hacia el sur, a la altura de Cefalonia, al oeste de Grecia.

## Anexos
- Anexo:Cruceros acorazados por país

- Datos: Q15221120
- Multimedia: French cruiser Léon Gambetta / Q15221120